# 9e congresdistrict van Californië

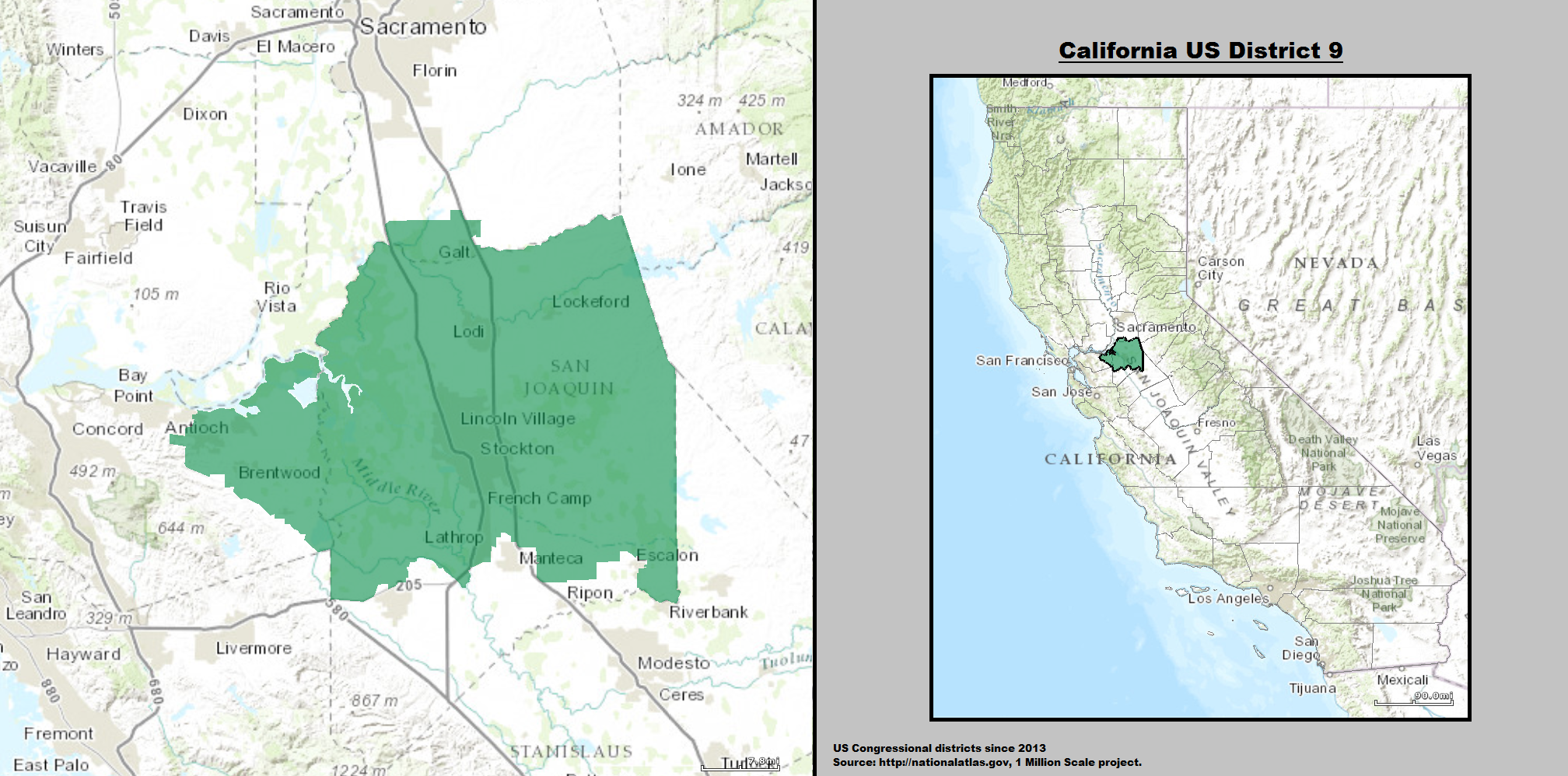
Kaart van het 9e congresdistrict van Californië sinds 2013

Het 9e congresdistrict van Californië (CA-9) is een kiesdistrict voor het Amerikaanse Huis van Afgevaardigden. Het omvat het noorden van San Joaquin County en kleine delen in het oosten van Contra Costa County en het zuiden van Sacramento County. Vóór 2013 omvatte het district delen van Alameda County.
Het district is al sinds 1963 Democratisch en staat bekend als een van de meest Democratische districten in de VS. Het 9e district is etnisch uitzonderlijk divers en is bovendien een van de meest linkse districten. John Kerry won het district in de presidentsverkiezingen van 2004 met 85,9%. Barack Obama haalde 88,13% in 2008. Daarmee leverde het district Obama's beste score in Californië op. In 2012 haalde Obama 57,8%, in 2016 stemde 56,6% voor Hillary Clinton.
Van 1998 tot 2013 vertegenwoordigde de Democrate Barbara Lee het 9e congresdistrict. Sindsdien vertegenwoordigt haar partijgenoot Jerry McNerney het district in Washington D.C.

## Lijst van afgevaardigden
| County's                                                                               | Afgevaardigde         | Partij                   | Data                             | Opmerkingen                                                                      |
| -------------------------------------------------------------------------------------- | --------------------- | ------------------------ | -------------------------------- | -------------------------------------------------------------------------------- |
| District gecreëerd                                                                     | District gecreëerd    | District gecreëerd       | 4 maart 1913                     | 4 maart 1913                                                                     |
| Los Angeles zonder Los Angeles-stad                                                    | Charles W. Bell       | Progressieve Republikein | 4 maart 1913 - 3 maart 1915      | Herverkiezing verloren van Randall                                               |
| Los Angeles zonder Los Angeles-stad                                                    | Charles Hiram Randall | Prohibition              | 4 maart 1915 - 3 maart 1921      | Herverkiezing verloren van Van de Water                                          |
| Los Angeles zonder Los Angeles-stad                                                    | Vrij                  | Vrij                     | 4 maart 1921 - 11 april 1921     | Overlijden van de verkozene, Charles F. Van de Water                             |
| Los Angeles zonder Los Angeles-stad                                                    | Walter F. Lineberger  | Republikein              | 11 april 1921 - 3 maart 1927     | Stelde zich niet herverkiesbaar om deel te kunnen nemen aan de Senaatsverkiezing |
| Los Angeles zonder Los Angeles-stad                                                    | William E. Evans      | Republikein              | 4 maart 1927 - 3 maart 1933      | Hertekening naar het 11e district                                                |
| Fresno, Kings, Madera, Merced en Stanislaus                                            | Denver S. Church      | Democraat                | 4 maart 1933 - 3 januari 1935    | Stelde zich niet herverkiesbaar                                                  |
| Fresno, Kings, Madera, Merced en Stanislaus                                            | Bertrand W. Gearhart  | Republikein              | 3 januari 1935 - 3 januari 1943  | Herverkiezing verloren van White                                                 |
| Fresno, Madera, Merced en Stanislaus                                                   | Bertrand W. Gearhart  | Republikein              | 3 januari 1943 - 3 januari 1949  | Herverkiezing verloren van White                                                 |
| Fresno, Madera, Merced en Stanislaus                                                   | Cecil F. White        | Democraat                | 3 januari 1949 - 3 januari 1951  | Herverkiezing verloren van Hunter                                                |
| Fresno, Madera, Merced en Stanislaus                                                   | Allan O. Hunter       | Republikein              | 3 januari 1951 - 3 januari 1953  | Hertekening naar het 12e district                                                |
| San Mateo                                                                              | J. Arthur Younger     | Republikein              | 3 januari 1953 - 3 januari 1963  | Hertekening naar het 11e district                                                |
| Santa Clara (oosten)                                                                   | Don Edwards           | Democraat                | 3 januari 1963 - 3 januari 1967  |                                                                                  |
| Alameda (zuidwesten) en Santa Clara (merendeel)                                        | Don Edwards           | Democraat                | 3 januari 1967 - 3 januari 1973  |                                                                                  |
| Alameda (zuidwesten) en Santa Clara (noordoosten)                                      | Don Edwards           | Democraat                | 3 januari 1973 - 3 januari 1975  | Hertekening naar het 10e district                                                |
| Alameda zonder Oakland                                                                 | Pete Stark            | Democraat                | 3 januari 1975 - 3 januari 1993  | Hertekening op basis van het 8e district en naar het 13e district                |
| Alameda (Berkeley en Oakland)                                                          | Ron Dellums           | Democraat                | 3 januari 1993 - 6 februari 1998 | Hertekening op basis van het 8e district; Dellums diende zijn ontslag in         |
| Alameda (Berkeley en Oakland)                                                          | Vrij                  | Vrij                     | 6 februari 1998 - 7 april 1998   |                                                                                  |
| Alameda (Berkeley en Oakland)                                                          | Barbara Lee           | Democraat                | 7 april 1998 - 3 januari 2013    | Hertekend naar 13e district                                                      |
| San Joaquin (noorden) en kleine delen van Contra Costa (oosten) en Sacramento (zuiden) | Jerry McNerney        | Democraat                | 3 januari 2013 - heden           | Hertekening op basis van het 11e district                                        |